# マリオ・プラダ
マリオ・プラダ（Mario Prada、? - 1958年）は、イタリアを代表する高級ファッションブランドを展開するアパレル企業でありミラノに本社を置くプラダの創設者の一人。
| スタブアイコン | サブスタブ | この項目は、まだ閲覧者の調べものの参照としては役立たない、ファッションに関連した人物の書きかけの項目です。この項目を加筆・訂正などしてくださる協力者を求めています（P:ファッション）。 |